# NGC 1144
NGC 1144 ist eine Seyfert-Galaxie im Sternbild Walfisch in der Umgebung des Himmelsäquators. Sie interagiert heftig mit der nur 20 kpc von ihr entfernten Galaxie NGC 1141, was eine besondere Kinematik hervorruft, die zu einer stark verzerrten Spiralstruktur führt. Die wechselwirkenden Galaxien sind im Atlas of Peculiar Galaxies als Arp 118 aufgeführt. Halton Arp gliederte seinen Katalog ungewöhnlicher Galaxien nach rein morphologischen Kriterien in Gruppen. Diese Galaxie gehört zu der Klasse Elliptischer Galaxien nahe bei Spiralgalaxien und diese störend (Arp-Katalog).
Der Eintrag mit der Nummer 1144 im New General Catalogue (NGC) geht auf eine Beobachtung des französischen Astronomen Édouard Stephan aus dem Jahre 1876 mit einem 31,5-Zoll-Teleskop zurück. Höchstwahrscheinlich war es auch diese Galaxie, die zum Eintrag NGC 1142 führte, der auf eine Beobachtung durch den deutschen Astronomen Albert Marth mit einem 48 Zoll durchmessenden Spiegelteleskop Anfang Oktober 1864 zurückgeht.